# Administration soviétique de la Corée
1945–1948
Entités précédentes :
- Corée japonaise
- République populaire de Corée

Entités suivantes :
- Corée du Nord

L'administration civile soviétique était l'organisme officiel qui dirigeait la moitié nord de la péninsule coréenne du 3 octobre 1945 au 9 septembre 1948. Celle-ci régit la création du Comité populaire provisoire pour la Corée du Nord en 1946 puis la création de la république populaire démocratique de Corée deux ans plus tard.

L'Union soviétique utilisa ainsi structure administrative pour occuper ce territoire. Terentii Shtykov était le principal promoteur de la mise en place d'une structure centralisée chargée de coordonner les comités populaires coréens. L'installation a été officiellement recommandée par le général Ivan Chistyakov et dirigée par le général Andrei Romanenko en 1945 et le général Nikolai Lebedev en 1946.

Drapeau de la Corée du Nord (1946-1948)
Armoiries de la Corée du Nord en 1946
Armoiries de la Corée du Nord (juillet - septembre 1948)